# Ilya Zhitomirskiy
Ilya Zhitomirskiy (en russe : Илья Алексеевич Житомирский, Ilya Alekseïevitch Jitomirski) , né le 12 octobre 1989 et mort le 12 novembre 2011, est un programmeur et entrepreneur russo-américain, connu pour être le cofondateur du réseau social libre Diaspora*.
Ilya Zhitomirskiy est né à Moscou de Alexei and Inna Zhitomirskiy. Son père et son grand-père sont mathématiciens. La famille émigre aux États-Unis en 2000. Il fait ses études à l'Institut Courant des mathématiques de l’Université de New York où il rencontre Daniel Grippi, Max Salzberg et Raphael Sofaer. Les quatre étudiants décident de créer le réseau social Diaspora*, avec pour buts la décentralisation des données et le respect de la vie privée. Le projet est annoncé en 2010 sur le site Kickstarter,.
Zhitomirskiy est retrouvé mort dans sa maison de San Francisco le 12 novembre 2011. L'autopsie conclut à un suicide, par asphyxie à l'hélium,.